# بويضة نباتية

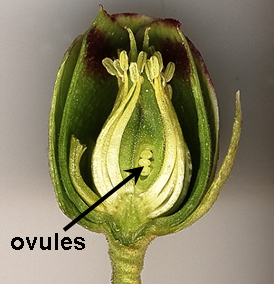
بويضة(ovule) داخل زهرة خربق كريه الرائحة

في علم النبات، البويضة هي عضو يحتوي على الأمشاج الأنثوية، و هو عبارة عن كيس بوغي يشكل الحيوانات المنوية. كما تحتوي المشيجيات الأنثوية (الكيس الجنيني) على مشيج أنثوي يدعى المحيط.

## هيكل البويضة وأغلفتها

رسم يبين هيكل البويضة لدى كل من عاريات البذور (على اليسار) و كاسيات البذور (على اليمين).

### هيكل البويضة
تختلف البويضة النباتية عن الأمشج الحيوانية: بحيث أنها تتكون من مركب من خلايا كيس الجنين فرداني المقابل للمشيج، تتشكل من أبواغ ضخمة و بنواة ثنائية صبغ، ثم بمجموعة طبقات مزدوجة من البذور، تفتح من الخارج بفتحة تسمى الميكروبايل.

### هيكل الأغلفة

#### البويضات العارية
عند عاريات البذور، تكون البويضة عارية، أي أنها غير محمية بمبيض.

#### البويضة والمبيض
في كاسيات البذور، يتم وضع البويضة في المبيض. يتم توصيل هذا الأخير بواسطة سكة تحتوي على أوعية موصلة تنتهي في منطقة تسمى الكالز.

## إدخال البويضة في المبيض

أنواع مختلفة من بيض البذور

عند كاسيات البذور و اعتمادًا على موقع الكيس الجنيني بالنسبة إلى الميكروبلاز، والطحال، والسكك الحديدية يتم تصنيف البويضات لأنواع عدة منها:
- البويضات المتقشرة لها نمط مجهري، تتكون من كيس جنيني و محاذاة مائلة. ويعتبر هذا الصنف من أبسط الأنواع الموجودة في أجناس الفلفل أو البطباط.

- بويضات لها محور ميكروبيل تحتوي على كيس جنين و كالز الأخير الذي يكون متعامدًا مع السكة الحديدية. هذا النوع موجود في جنس حوذان.

- تحتوي البويضات العطيفة على كيس جنيني متعامد مع المحور/ المحور الجبلي. غالبًا ما يكون موضع الميكروب موازيًا له. هذا النوع موجود في الفصيلة البقولية و الكرنبية .

- تحتوي البويضات المدارية على انحناء شبيه بحدوة الحصان من المحور الصغير/ ومن كيس جنيني/ الكالز (نسيج خلوي داخل البويضة)/ المحور الجبلي. حتى الكيس الجنيني منحني. هذا النوع موجود في أجناس اللمنة أو الخشخاش أو مزمار الراعي.

- البويضات التشريحية لها محور الكيس الميكروبي / الجنيني المضاد مواز للمحور الجبلي / الكاليزي ، وهو ممتد للغاية. ونتيجة لذالك ، فإن الميكروب ستايل قريب جدًا من الجزء العلوي من القطار الجبلي المائل. هذا النوع شائع جدًا ؛ وهو موجود في أكثر من 80% من أنواع كاسيات البذور.

- في حالة البويضات الدائرية (غير مبينة في الاتجاه المعاكس) ، يتم تدوير كيس الجنين والأنماط الدقيقة أكثر من 360 درجة ، بحيث يتم لف الوعاء والطين. هذا النوع موجود في أجناس الصبير أو في الفصيلة الرصاصية .

## مقالات ذات صلة
- تكاثر النبات
- الجنس عند النبات